# WALK & more
WALK & more ist die Jugendzeitschrift der Deutschen Wanderjugend (DWJ). Das Verbandsmagazin erscheint viermal jährlich in einer Auflage von 3.200 Exemplaren. 
Das Magazin erschien erstmals Ende März 1999 als Nachfolger der langjährigen Jugendleiterzeitschrift perpedes, welche Anfang der 80er Jahre erstmals herausgegeben wurde. WALK & more wendet sich an Jugendleiter und Jugendleiterinnen der Deutschen Wanderjugend sowie an wander- und reiseinteressierte Jugendliche sowie junge Erwachsene innerhalb und außerhalb der Wandervereine.
Die DWJ möchte mit WALK & more das gemeinsame Jugendreisen fördern und den jugendlichen Lesern einen hohen Nutzen bieten. Dies soll durch Erlebnisberichte, die Vorstellung preiswerter Freizeit- und Reiseanbieter für Jugendliche, Tipps und Tricks zu preisgünstigen Reisen und Ratgebern zu Ausrüstung und Reiseformen geschehen. 